# Terreiros (Manadas)
Os Terreiros são um povoado pertencente à freguesia de Manadas, concelho de Velas, ilha de São Jorge, Açores.
Foi nesta localidade que nasceu o historiador e etnógrafo Dr. João Teixeira Soares de Sousa. Possui um porto que devido à sua posição estratégica e de abrigo foi muito utilizado nos tempos áureos da vitivinicultura, passando por aqui grande parte da exportação do vinho dos Casteletes, produzido na localidade das Mandas e na vinha localidade da Urzelina.
Nesta Localidade é de mencionar o solar onde nasceu o Dr. João Teixeira Soares de Sousa, além de  duas ermidas: uma dedicada a Santo António e outra a Santa Rita de Cássia. Os Terreiros são a seda da Sociedade Filarmónica Terreirense fundada em 21 de Junho de 1931.
Em 1950 esta sociedade foi vitima de um incêndio que destruiu todo o seu património. Devido à vontade dos seus associados foi de novo reconstruída e em 1951 já se encontrava em fase de recuperação.
Para além da actividade musical esta agremiação mantém actividades desportivas como sejam o ténis de mesa, o futebol de salão e o voleibol que na década de 1950 levava muitos adeptos às suas instalações. Na área musical, conta com uma escola de instrumentos de sopro, ministradas a jovens, que procurar integra na respectiva banda. 